# Incident du Général Sherman
Batailles
Incident du Général Sherman, Expédition française (1866), Bombardements des forts du fleuve Selee, Bataille de Ganghwa, Incident de l'île de Ganghwa, Incident de Port Hamilton
L'incident du Général Sherman, ou bataille de la porte de Keupsa, fait référence à la destruction d'un navire de la marine marchande américaine qui visitait la Corée en 1866. C'est un événement qui a accéléré la fin de l'isolationnisme coréen au XIXe siècle. Après avoir passé la porte de Keupsa sans la permission des Coréens, le navire marchand américain a été attaqué et a dû se défendre pendant plusieurs jours avant d'être détruit.

## Contexte
Au milieu du XIXe siècle, les nations européennes et les États-Unis étaient désireux d'ouvrir de nouveaux marchés en Asie, et ont ainsi commencé à établir des liaisons commerciales en Chine et en Asie du Sud-Est. Le Japon fut également ouvert au commerce après que le commodore Matthew Perry fut entré dans le port d'Uraga près d'Edo (actuelle Tokyo) le 8 juillet 1853, et sous la menace de la force, le Japon signa la convention de Kanagawa en 1854. Dès 1832, l'ouverture de la Corée fut envisagée par le capitaine du USS Peacock, Edmund Roberts, pourtant en 1844 un projet du congrès des États-Unis fut abandonné pour manque d'intérêt.
Le premier contact entre les États-Unis et la Corée ne fut pas tout hostile, en 1853, l'USS South America, une canonnière américaine, visita Pusan pendant 10 jours et eut un contact aimable avec les fonctionnaires coréens locaux. Plusieurs Américains qui ont échoué en Corée après des naufrages entre 1855 et 1865 ont été bien traités et envoyés en Chine pour être rapatriés. Cependant, la Cour de la dynastie Joseon se rendait bien compte de la colonisation en cours de la Chine et des guerres de l'opium et maintenait une stricte politique isolationniste.

## Incident
Déterminée à ouvrir la Corée au commerce international, la compagnie commerciale britannique Meadows and Co., basée à Tientsin (actuelle Tianjin), en Chine, a envoyé le général Sherman (baptisé en l'honneur de William Tecumseh Sherman) dans les eaux coréennes afin d'essayer de rencontrer les responsables coréens pour commencer les négociations d'un traité commercial. Un vapeur de 187 tonnes devait apporter une cargaison de coton, d'étain, et de verre et fut également fortement armé. L'équipage se composait du capitaine Page, du premier officier de pont Wilson, de treize marins chinois et de trois malais. Également à bord se trouvaient le propriétaire de bateau, W.B. Preston, un commerçant britannique, et Robert Jermain Thomas (en), un missionnaire protestant agissant en tant qu'interprète. Ils partirent de Tchefoo (actuelle Yantai) en Chine le 6 août, 16 août, ou 18 août (date indéterminée) 1866, et sont entrés dans le fleuve Taedong sur la côte ouest de la Corée près de Pyongyang. Le niveau du fleuve était changeant à cause des pluies et des marées, mais le bateau a pu le parcourir et s'est arrêté à la porte de Keupsa, se trouvant à la frontière entre les provinces de Pyongan et de Hwanghae.
Les fonctionnaires locaux ont alors rencontré l'équipage et ont pu communiquer tant bien que mal pour apprendre que le bateau était soi-disant intéressé par le commerce. Les Coréens ont refusé toutes les offres commerciales mais ont accepté de fournir à l'équipage de la nourriture et des dispositions. Ils ont dit au bateau d'attendre que les hauts responsables du gouvernement soient consultés. Cependant, le bateau a alors continué sa route et a encore remonté le fleuve, jusqu'à ce qu'il s'échoue près de l'île de Yangjak près de Pyongyang. Park Gyu-su (le gouverneur de Pyongyang) a alors envoyé son député, Yi Hyun-Ik, avec la nourriture et a dit au bateau de patienter à la porte de Keupsa et d'attendre encore pendant que le souverain coréen était consulté. À cette époque, la Corée était gouvernée par un régent, le Heungseon Daewongun, au nom du roi de 14 ans Kojong. Le Daewongun a ordonné au bateau de partir immédiatement ou tout l'équipage serait tué.
Il y a plusieurs anomalies quant à ce qui s'est produit après, mais un témoin a noté que pendant que des troupes étaient envoyées vers le bateau, des actions hostiles ont commencé. L'équipage a enlevé Yi Hyun-Ik qui essayait de poursuivre un petit bateau lancé du Général Sherman contenant six hommes essayant d'atteindre le rivage. Après qu'Yi Hyun-Ik n'eut pas été libéré, les Coréens ont ouvert le feu mais n'ont rien endommagé. Le bateau a alors tiré avec ses canons sur les spectateurs, en touchant plusieurs et forçant les troupes à se retirer parce qu'elles ne pouvaient rien faire. Le combat a continué pendant les quatre jours suivants, un bateau tortue coréen fut expédié, mais ne causa aucun dommage. Les Coréens ont alors attaché plusieurs bateaux ensemble remplis de bois, de soufre, et de salpêtre. Les deux premiers bateaux n'ont infligé aucun dégât, mais le troisième bateau a embrasé le Général Sherman. Enfin, Park Gyu-su a donné l'ordre de verser de l'huile de soja dans le fleuve et d'y mettre le feu. Incapables de combattre les flammes, les membres d'équipage ont sauté à l'eau, et ils furent battus à mort.
L'incident fut la raison de l'expédition américaine en Corée de 1871, ou Sinmiyangyo, provoquant le décès d'environ 300 Coréens. Cinq ans après, la Corée fut forcée de signer un traité commercial avec le Japon, et en 1882 un traité avec l'Amérique, mettant fin à plusieurs siècles d'isolationnisme.

## Compte-rendu controversé
Bien que la raison prétendue du voyage soit la volonté d'ouvrir des échanges avec la Corée, les Coréens affirment que l'intention réelle était de voler le trésor enterré dans les tombes royales près de Pyongyang. De plus, le prétexte commercial des Américains peut être remis en question car le Général Sherman a pu ne même pas avoir apporté la cargaison nécessaire pour le commerce ; Meadows Company n'a jamais spécifié la quantité de la cargaison dans les documents envoyés aux autorités après la destruction de son navire. Cependant, le fait que le navire se soit échoué dans le fleuve suggère qu'il ait été chargé avec une cargaison d'une certaine sorte.
Les Coréens ont également considéré qu'il était suspect d'envoyer une canonnière armée pour faire du commerce pacifiquement. Pendant des siècles, les seuls navires en métal (recouverts de plaques de métal) qui étaient entrés dans les eaux coréennes étaient ceux qui avaient des objectifs militaires, ainsi le Général Sherman aurait fait penser à un vaisseau de guerre pour les Coréens.
À la fin des années 1960, les historiens officiels de Corée du Nord ont commencé à insister sur le fait que l'attaque sur le Général Sherman avait été prévue et menée par un ancêtre direct du dictateur nord-coréen Kim Il-sung. Ces déclarations, qui n'avaient pratiquement aucune confirmation dans les registres historiques, faisaient partie d'une campagne pour favoriser le rôle spécial joué par la famille de Kim Il-sung dans l'histoire coréenne, et facilitaient ainsi le transfert de la puissance autoritaire à Kim Jong-il, le fils aîné de Kim Il-sung. Ces rapports sont encore répétés dans les publications nord-coréennes, y compris dans les manuels scolaires. La Corée du Nord a publié un timbre-poste commémorant l'incident en 2009.